# Harmony (Ray Conniff)
Harmony is een single van Ray Conniff. Het is afkomstig van zijn album met dezelfde titel. Ray Conniff zong hier zonder zijn befaamde "Ray Conniff Singers" en haalde met Harmony zijn tweede en laatste hitnotering in Nederland, de andere was Somewhere my love. Kaplan en Simon schreven een lied over het samenbrengen van mensen en een betere wereld ("Harmony! Harmony! Let's all join in harmony; Sing away the hurt and fear; A great new dream will soon be here").
De B-kant werd gevormd door Charlotte’s web.

## Hitnoteringen

### Nederlandse Top 40
| Hitnotering: week 47/1973 t/m week 4/1974 | Hitnotering: week 47/1973 t/m week 4/1974 | Hitnotering: week 47/1973 t/m week 4/1974 | Hitnotering: week 47/1973 t/m week 4/1974 | Hitnotering: week 47/1973 t/m week 4/1974 | Hitnotering: week 47/1973 t/m week 4/1974 | Hitnotering: week 47/1973 t/m week 4/1974 | Hitnotering: week 47/1973 t/m week 4/1974 | Hitnotering: week 47/1973 t/m week 4/1974 | Hitnotering: week 47/1973 t/m week 4/1974 | Hitnotering: week 47/1973 t/m week 4/1974 | Hitnotering: week 47/1973 t/m week 4/1974 |
| Week:                                     | 1                                         | 2                                         | 3                                         | 4                                         | 5                                         | 6                                         | 7                                         | 8                                         | 9                                         | 10                                        |                                           |
| ----------------------------------------- | ----------------------------------------- | ----------------------------------------- | ----------------------------------------- | ----------------------------------------- | ----------------------------------------- | ----------------------------------------- | ----------------------------------------- | ----------------------------------------- | ----------------------------------------- | ----------------------------------------- | ----------------------------------------- |
| Positie:                                  | 20                                        | 8                                         | 6                                         | 4                                         | 3                                         | 3                                         | 6                                         | 17                                        | 24                                        | 33                                        | uit                                       |

### NederlandseDaverende 30
| Hitnotering: 17-11-1973 t/m 18-01-1973 | Hitnotering: 17-11-1973 t/m 18-01-1973 | Hitnotering: 17-11-1973 t/m 18-01-1973 | Hitnotering: 17-11-1973 t/m 18-01-1973 | Hitnotering: 17-11-1973 t/m 18-01-1973 | Hitnotering: 17-11-1973 t/m 18-01-1973 | Hitnotering: 17-11-1973 t/m 18-01-1973 | Hitnotering: 17-11-1973 t/m 18-01-1973 | Hitnotering: 17-11-1973 t/m 18-01-1973 | Hitnotering: 17-11-1973 t/m 18-01-1973 |
| Week:                                  | 1                                      | 2                                      | 3                                      | 4                                      | 5                                      | 6                                      | 7                                      | 8                                      |                                        |
| -------------------------------------- | -------------------------------------- | -------------------------------------- | -------------------------------------- | -------------------------------------- | -------------------------------------- | -------------------------------------- | -------------------------------------- | -------------------------------------- | -------------------------------------- |
| Positie:                               | 28                                     | 20                                     | 8                                      | 5                                      | 4                                      | 5                                      | 6                                      | 17                                     | uit                                    |

### BRT Top 30
| Hitnotering: 22-12-1973 t/m 1-2-1974 | Hitnotering: 22-12-1973 t/m 1-2-1974 | Hitnotering: 22-12-1973 t/m 1-2-1974 | Hitnotering: 22-12-1973 t/m 1-2-1974 | Hitnotering: 22-12-1973 t/m 1-2-1974 | Hitnotering: 22-12-1973 t/m 1-2-1974 | Hitnotering: 22-12-1973 t/m 1-2-1974 | Hitnotering: 22-12-1973 t/m 1-2-1974 |
| Week:                                | 1                                    | 2                                    | 3                                    | 4                                    |                                      | 5                                    |                                      |
| ------------------------------------ | ------------------------------------ | ------------------------------------ | ------------------------------------ | ------------------------------------ | ------------------------------------ | ------------------------------------ | ------------------------------------ |
| Positie:                             | 21                                   | 15                                   | 18                                   | 21                                   | -                                    | 14                                   | uit                                  |

### NPO Radio 2 Top 2000
| Nummer met noteringen in de NPO Radio 2 Top 2000 | '99  | '00  | '01  |
| ------------------------------------------------ | ---- | ---- | ---- |
| Harmony                                          | 1610 | 1936 | 1971 |

1. ↑  Een vetgedrukt getal geeft de hoogste notering aan.
2. ↑  Deze tabel is bijgewerkt tot en met de laatste editie (2024).